# Forest-sur-Marque

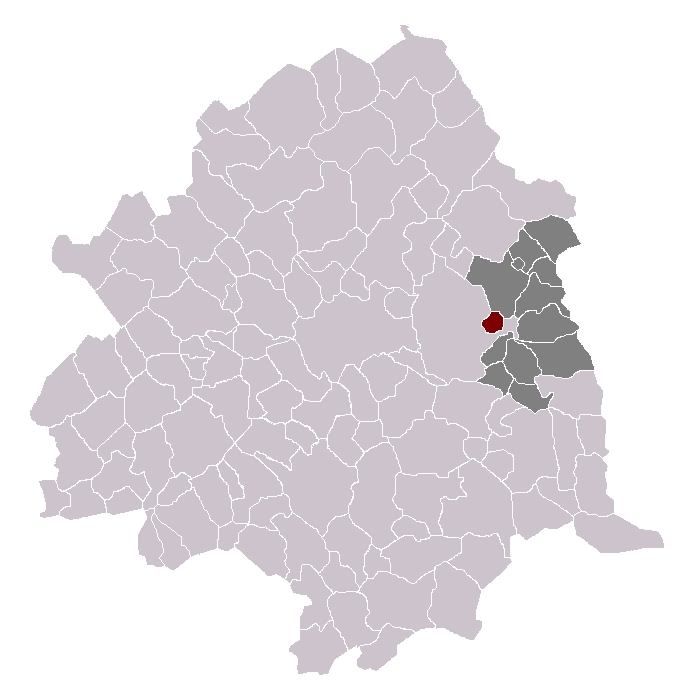
Ubicació de Forest-sur-Marque dins el cantó i el districte

Forest-sur-Marque és un municipi francès, situat a la regió dels Alts de França, al departament del Nord. L'any 2006 tenia 1.483 habitants. Limita al nord amb Hem, a l'oest amb Villeneuve-d'Ascq i al sud amb Tressin.

## Demografia
| 1962                                       | 1968 | 1975 | 1982  | 1990  | 1999  | 2006  |
| ------------------------------------------ | ---- | ---- | ----- | ----- | ----- | ----- |
| 961                                        | 978  | 971  | 1.456 | 1.497 | 1.562 | 1.483 |
| Des de 1962: població sense dobles comptes |      |      |       |       |       |       |

## Administració
| Període | Identitat             | Partit        |
| ------- | --------------------- | ------------- |
| 2001-   | Marie-Thérèse Pincedé | Divers droite |